# プラス (企業)

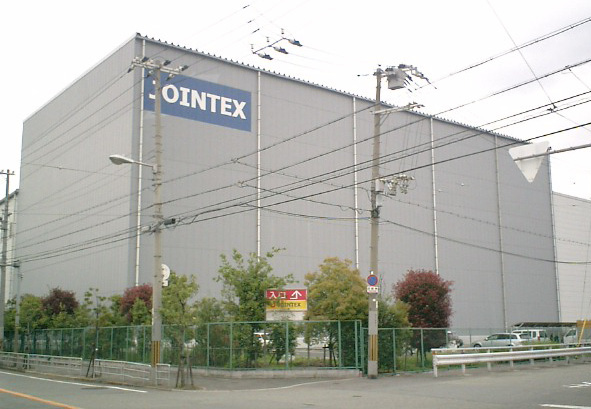
プラス株式会社・ジョインテックス西日本センター（大阪市大正区）

プラス株式会社（PLUS Corporation）は、東京都港区虎ノ門に本社を置く総合事務用品メーカーである。オフィス用品分野では大手である。

## 概要
大がかりな事務家具から筆記用の小物文具、更に子会社によって電子機器などの幅広いジャンルを取り扱う。
なお、文具や事務機器をはじめとするオフィス用品の販売や、その調達および流通の効率化にも熱心であり、アスクルやジョインテックスなど関連会社や社内カンパニーを設立して取り組んでいる。

## 沿革
現在のプラスは、2001年（平成13年）4月19日に当時のプラス株式会社（旧プラス）が設立した子会社であるジョインテックス株式会社が、親会社である旧プラスを吸収合併し、商号を変更したものである。尚、旧プラスは2000年（平成12年）4月21日に当時のプラス株式会社（プラスプロパティ株式会社を経て2002年4月21日に旧プラスに合併）から営業を譲り受けたものである。

### 現在のプラス株式会社の沿革
- 2001年（平成13年） - ジョインテックス株式会社設立。
- 2002年（平成14年） - 北海道ジョインテックス株式会社、東北ジョインテックス株式会社、関東ジョインテックス株式会社、東京ジョインテックス株式会社、中部ジョインテックス株式会社、関西ジョインテックス株式会社及び中四国ジョインテックス株式会社を吸収合併。
- 2003年（平成15年） - 九州ジョインテックス株式会社から営業を譲り受ける。
- 2005年（平成17年） - プラス株式会社を吸収合併し、商号をプラス株式会社に変更。
- 2009年（平成21年） - プラスビジョン株式会社より営業全部を譲受。
- 2010年（平成22年） - プラスステーショナリー株式会社・プラススペースデザイン株式会社を合併。
- 2011年（平成23年） - 日本ディー・エル・エム株式会社を合併。
- 2012年（平成24年） - ビズネット株式会社を完全子会社化。
- 2022年（令和4年） - 同業会社のコクヨが保有していたぺんてるの株式を全て取得し、同社を子会社化[5][6]。ぺんてるを巡っては2019年（令和元年）に敵対的株式公開買付け（TOB）を表明していたコクヨに対して、プラスはぺんてるにホワイトナイトとしての友好的買収を提案したため、株式の争奪戦に発展。後にぺんてるがプラスとの間で資本提携を結んだため、コクヨは業務提携に切り替えた上で働きかけを進めていたが、新型コロナウイルスなどの影響もあり、協議が停滞していた[5][7]。

### 旧プラス株式会社の沿革
- 1997年（平成9年） - 有限会社ジェイピーエムエムアール設立。
- 2000年（平成12年） - 組織変更し、株式会社となる。商号をプラス株式会社に変更。プラス株式会社（商号をプラスプロパティ株式会社に変更）から営業を譲り受ける。
- 2002年（平成14年） - プラスプロパティ株式会社を吸収合併。
- 2003年（平成15年） - 株式会社音羽興産を吸収合併。
- 2005年（平成17年） - ジョインテックス株式会社（現・プラス株式会社）に吸収合併し解散。

### プラスプロパティ株式会社の沿革
- 1948年（昭和23年） - 今泉商店と鈴木商店が合併し千代田文具株式会社設立。
- 1959年（昭和34年） - 商号をプラス株式会社に変更、由来はプラスアルファから。
- 2000年（平成12年） - プラス株式会社に営業を譲り渡し、商号をプラスプロパティ株式会社に変更。
- 2002年（平成14年） - プラス株式会社に吸収合併し解散。

### 関係会社に関する沿革
- 1963年（昭和38年）10月　子会社・プラス工業を設立。
- 1997年（平成9年）5月　「アスクル」がアスクル株式会社として独立。
- 2000年（平成12年）5月　「Biznet事業」がビズネット株式会社として独立。
- 2001年（平成13年）5月21日　グループの事業再編（持株会社化）。会社分割により、プラス工業がプラスビジョン（P&C事業）に商号変更し、プラスステーショナリー（文具事務用品）、プラススペースデザイン（コントラクト事業）、（新）プラス工業（電子光学機器）の3社を設立。
- 2002年（平成14年）10月1日　プラスビジョンがプラス工業を吸収合併。

## 主な事業内容

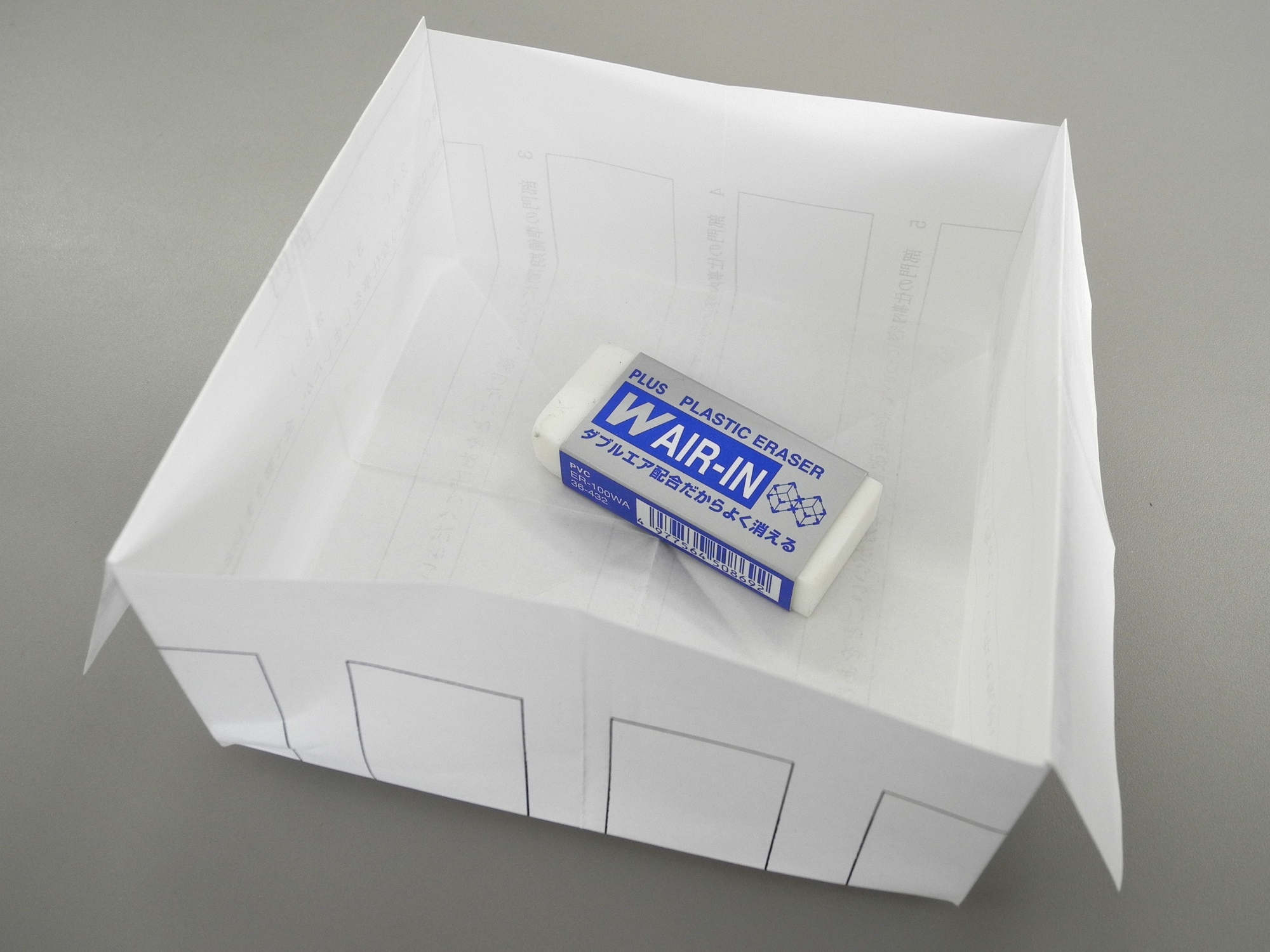
多孔質セラミックスパウダーを配合した消しゴム「AIR-IN」（エアイン）

- オフィス家具、オフィスインテリア用品の製造・販売
- 文具、事務用品、OA関連商品、事務機器の製造販売　かつて販売した、チームデミはユニークな商品であり、人気を集めた。
- オフィス環境のデザイン・施工・内装工事
- 電子光学機器の販売
- 情報機器、教育機器の製造・販売
- コンピュータプログラムのソフトウェア、書籍の販売
- 損害保険の代理業
- 宿泊施設、業務研修用施設、貸会議場、社員食堂の経営・管理及び飲食店業

## 社内カンパニー
- ジョインテックスカンパニー
- ファニチャーカンパニー
- ステーショナリーカンパニー
  - ビジョン事業

## 主なグループ会社
- ビズネット株式会社
- プラスロジスティクス株式会社
- タウンサービス株式会社
- プラスカーゴサービス株式会社
- NSK株式会社
- PLUS VIETNAM INDUSTRIAL Co.,Ltd
- 普楽士文具（上海）有限公司
- TAIWAN PLUS Corporation
- 汕頭普楽士儀器有限公司
- PLUS Corporation of America
- PLUS Europe GmbH
- アスクル株式会社 （東京証券取引所市場第一部上場,関連会社）
- 日本ノート
- ぺんてる株式会社[2][6]
- セーラー万年筆